# کانر جسوپ
کونور جسوپ (انگلیسی: Connor Jessup؛ زادهٔ ۲۳ ژوئن ۱۹۹۴) یک هنرپیشه اهل کانادا است. وی از سال ۲۰۰۵ میلادی تاکنون مشغول فعالیت بوده‌است.
از فیلم‌ها یا مجموعه‌های تلویزیونی که وی در آن‌ها نقش داشته است، می‌توان به سَدِل کلاب اشاره نمود.